# 萨尔茨堡城郊县

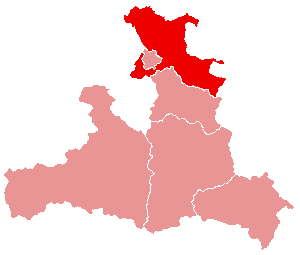
萨尔茨堡城郊县在萨尔茨堡州的位置

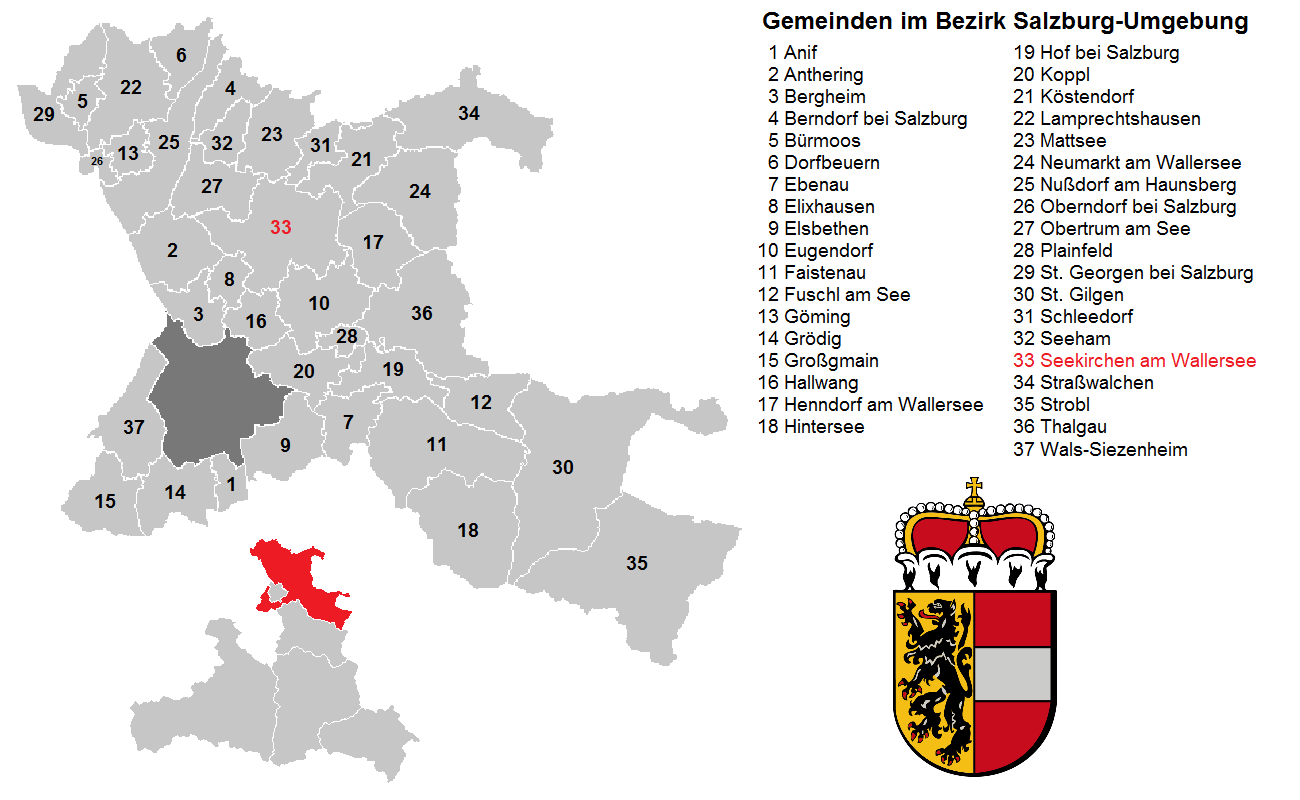
萨尔茨堡城郊县

萨尔茨堡城郊县（德語：Bezirk Salzburg-Umgebung）是奥地利萨尔茨堡州所辖的一个县。总面积1004.47平方公里，总人口157440，人口密度14057人/平方公里（2023年）。行政中心位于萨尔茨堡。

## 行政区域
萨尔茨堡城郊县辖有37个市镇。